# День Африки
День Африки (англ. Africa Day) — це щорічне свято, яке відзначається 25 травня. Свято приурочене до дня заснування Організації Африканської Єдності (ОАЄ), яке відбулася 25 травня 1963 року в Аддис-Абеба, Ефіопія. 2002 року ОАЄ була перейменована на Африканський Союз і цей день став символом єдності Африки.
День Африки є державним святом у шести країнах Африки: Гана, Малі, Намібія, Замбія, Лесото та Зімбабве. Цей день відзначається також в інших африканських країнах, діаспорою.
У 2015 році тема святкувань — «Ми є Африка».